# ألان جارنر
ألان جارنر (بالإنجليزية: Alan Garner)‏ (2 فبراير 1951 في المملكة المتحدة - 23 يوليو 2020) هو لاعب كرة قدم بريطاني في مركز الدفاع. لعب مع نادي بارنت ونادي بورتسموث ونادي لوتون تاون ونادي ميلوول ونادي واتفورد.

## وصلات خارجية
- ألان جارنر على موقع قاعدة بيانات كرة القدم.إي يو (الإنجليزية)